# 1991 (число)
Вижте пояснителната страница за други значения на 1991.
1991 (хиляда деветстотин деветдесет и едно) е естествено, цяло число, следващо 1990 и предхождащо 1992.
Хиляда деветстотин деветдесет и едно с арабски цифри се записва „1991“, а с римски цифри – „MCMXCI“. Числото 1991 е съставено от четири цифри от позиционните бройни системи – 1 (едно) и 9 (девет).

## Общи сведения
- 1991 е нечетно число.
- 1991 е година от Новата ера.